# W.R. - Misterije organizma
W.R. - Misterije organizma (lett. "W.R. - I misteri dell'organismo") è un film del 1971 diretto da Dušan Makavejev e presentato alla Quinzaine des Réalisateurs della 24ª edizione del Festival di Cannes. Il film mischia brani di fiction con sequenze documentarie e immagini di repertorio.

## Trama
Milena, una ragazza iugoslava, e Vladimir, un pattinatore russo, vivono una storia d'amore che termina, dopo l'orgasmo, con la decapitazione di lei da parte di lui. Ma la testa della ragazza continua a parlare. Intanto scorrono interviste e immagini di repertorio sulla vita e l'opera dello psicanalista austriaco Wilhelm Reich, che ritiene l'orgasmo l'elemento chiave della libertà e della felicità.

## Riconoscimenti
- 1971 - Festival di Cannes
  - Premio Luis Buñuel
- 1971 - Festival internazionale del cinema di Berlino
  - Premio FIPRESCI - Menzione speciale
  - Forum - raccomandazione
- 1971 - Chicago International Film Festival
  - Gold Hugo